# 我的腐女友 (電影)
《我的腐女友 》（英語：My Girlfriend's a Geek）是由兼重淳執導，松本若菜、大東俊介、古川雄大、福山潤等領銜主演的愛情片。
本片改編自ぺんたぶ的網路同名小說，講述了淳樸的大學生日向，被白領腐女賴子灌輸腐女思想的生活故事。

## 劇情
性情純樸的大學生諏訪日向（大東俊介飾）在打工時認識了比他大兩歲、既漂亮又能幹的白崎賴子（松本若菜飾），因此向她提出交往要求，但是賴子善意提醒他說自己是腐女，不知道意思的日向欣然接受，但是接下來的日子裡，賴子嚴格的教育男友，培養他對BL的興趣和動漫活動，來加深日向對自己的了解。在這個過程中，經常不按常理出牌的賴子給日向出了很多的難題，而日向又該如何抉擇呢.......

## 演員
- 大東駿介 飾 諏訪日向
- 松本若菜 飾 白崎賴子
- 古川雄大 飾 瀬野コージ
- EMI (模特兒) 飾 カスミ
- 秦瑞穂 飾 ミルク
- 落合恭子 飾 リナ
- 日野聰 飾 自己
- 福山潤 飾 自己
- 青柳尊哉 飾
- 查理湯谷 飾
- ぬまっち 飾
- 岡田夏姫 飾
- 松尾美紀 飾
- 大石貴之 飾
- 小倉功 飾

## 外部連結
- 互联网电影数据库（IMDb）上《我的腐女友》的资料（英文）
- 爛番茄上《我的腐女友》的資料（英文）
- 開眼電影網上《我的腐女友》的資料（繁體中文）
- 豆瓣电影上《我的腐女友》的資料 （简体中文）
- 时光网上《我的腐女友》的資料（简体中文）